# Туэйт, Майкл
Майкл Эррол Туэйт (англ. Michael Errol Thwaite; 2 мая 1983, Кэрнс, Квинсленд, Австралия) — австралийский футболист, защитник. Выступал за сборную Австралии.

## Клубная карьера

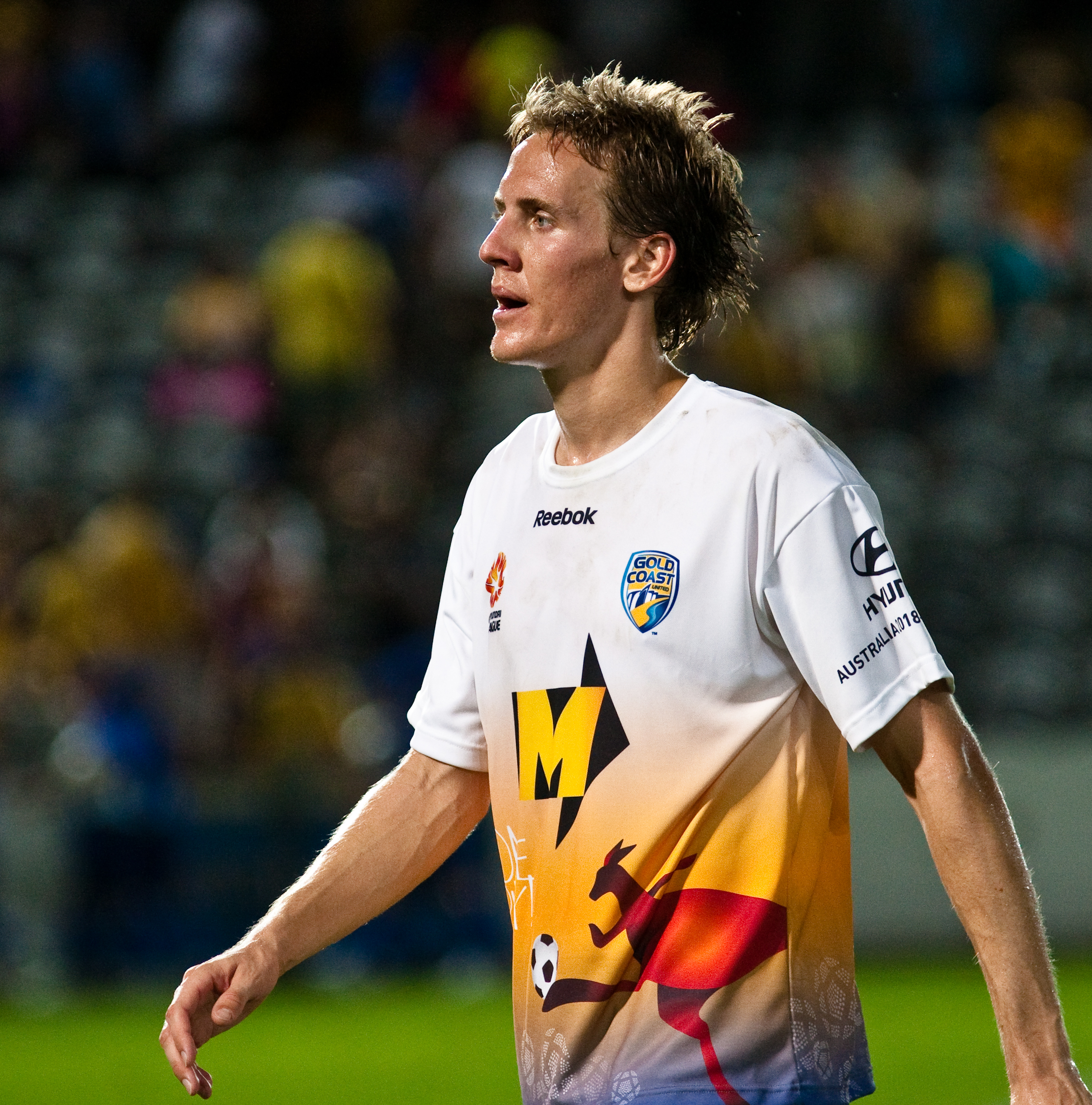
Туэйт в составе «Голд-Кост Юнайтед»

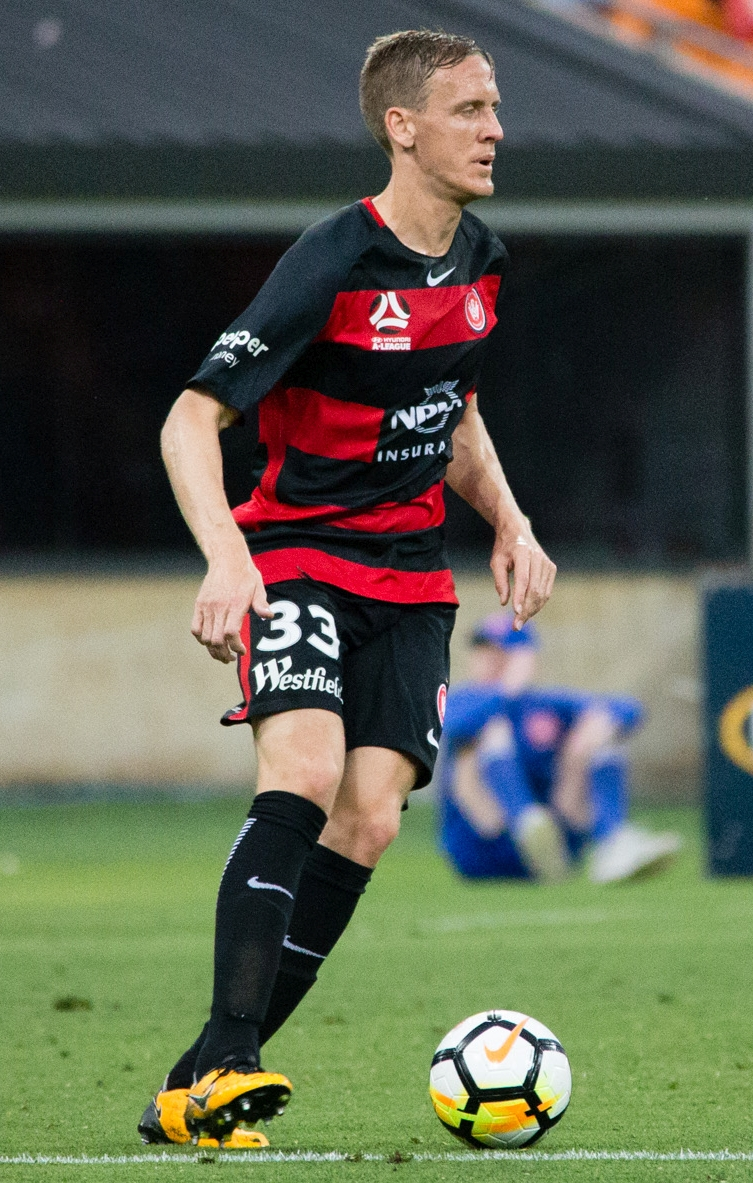
Туэйт в составе «Уэстерн Сидней Уондерерс»

Туэйт начал карьеру, выступая за футбольную команду Университета Сиднея, а после окончания учёбы продолжил её в «Маркони Сталлионс». В 2000 году он переехал в Европу, где подписал контракт с румынским клубом «Прогресул». В 2002 году после истечения соглашения Майкл перешёл в польскую «Вислу». В новой команде он не смог полностью адаптироваться и в перешёл в норвежский «Бранн», но и там не смог выиграть конкуренцию за место в основе.
В 2008 году для получения игровой практики Туэйт вернулся на родину, где на правах аренды стал футболистом «Мельбурн Виктори». 16 августа в матче против «Сиднея» он дебютировал в Эй-лиге. В том же сезоны Туэйт стал чемпионом в составе «Виктори».
В 2009 году Майкл окончательно вернулся в Австралию и подписал контракт с «Голд-Кост Юнайтед». 8 августа в поединке против «Брисбен Роар» он дебютировал за новый клуб. 1 февраля 2012 года в матче против своего бывшего клуба «Мельбурн Виктори» Туэйт забил свой первый гол за «Голд-Кост». После окончания контракта Майкл перешёл в «Перт Глори». 7 октября в поединке против «Брисбен Роар» он дебютировал за новую команду. 8 марта 2013 года в матче против «Ньюкасл Юнайтед Джетс» Туэйт забил свой первый гол за «Глори». В 2014 году он был выбран капитаном команды.
В начале 2016 года Майкл перешёл в китайский «Ляонин Хувин». 11 марта в матче против «Шаньдун Лунэн» он дебютировал в китайской Суперлиге. 2 июля в поединке против «Цзянсу Сунин» Туэйт забил свой первый гол за «Ляонин Хувин». В начале 2017 года изменился лимит на легионеров в китайской лиге и Майкл был отпущен из клуба свободным агентом. В мае того же года Туэйт вернулся на родину, подписав контракт с «Уэстерн Сидней Уондерерс». 8 октября в матче против своего бывшего клуба «Перт Глори» он дебютировал за новую команду. 11 февраля 2018 года в поединке против «Веллингтон Феникс» Майкл забил свой первый гол за «Уэстерн Сидней Уондерерс». Летом 2018 года Туэйт перешёл в «Голд-Кост Юнайтед».

## Международная карьера
В 2003 году Туэйт выступал на молодёжном чемпионате мира в ОАЭ.
9 октября 2005 года в товарищеском матче против сборной Ямайки Майкл дебютировал за сборную Австралии. В 2007 году он был включён в заявку на участие в Кубке Азии. На турнире Туэйт был запасным и на поле так и не вышел.

## Достижения
Командные
 «Мельбурн Виктори»
- Чемпион Австралии — 2008/2009